# Atletica leggera ai Giochi della XXXI Olimpiade - 110 metri ostacoli

Video ufficiale della Finale

Ai Giochi della XXXI Olimpiade, che si sono tenuti a Rio de Janeiro nel 2016, la competizione dei 110 metri ostacoli maschili si è svolta il 15 e il 16 agosto presso lo Stadio Nilton Santos.

## Presenze ed assenze dei campioni in carica
Per i campionati europei si considera l'edizione del 2014.
| Competizione         | Atleta              | Prestazione | Rio 2016     |
| -------------------- | ------------------- | ----------- | ------------ |
| Olimpiadi 2012       | Aries Merritt       | 12”92       | 4° ai Trials |
| Commonwealth 2014    | Andrew Riley        | 13”32       | Presente     |
| Europei 2014         | Sergej Šubenkov     | 13”19       | Assente      |
| Asiatici 2014        | Xie Wenjun          | 13”36       | Presente     |
| Panamericani 2015    | David Oliver        | 13”07       | Non qual.    |
| Africani 2015        | Antonio Alkana      | 13”32       | Presente     |
| Mondiali 2015        | Sergej Šubenkov     | 12”98       | Assente      |
|                      |                     |             |              |
| Mondiali junior 2012 | Yordan L. O'Farrill | 13”18       | Non selez.   |

## La gara
Il russo Sergej Šubenkov, campione mondiale in carica, non può partecipare a causa della squalifica della Federazione russa.

Il più veloce nelle batterie è il giamaicano Omar McLeod (capolista mondiale stagionale con  12”98), che ferma i cronometri su 13”27. È l'atleta di punta della propria nazione giacché il primatista Hansle Parchment (12”94) non è riuscito a reuperare da un infortunio. 

Le prime due batterie sono funestate dalla pioggia: i tempi sono quindi i più lenti e non ci sono quindi possibilità di ripescaggio. Si decide di disputare una batteria di ripescaggio quando la pioggia è finita: ne trae giovamento il giamaicano Deuce Carter che accede alla semifinale.

Omar McLeod è il più veloce anche in semifinale (13”15).

In finale conduce una gara perfetta e vince con un distacco di 12 centesimi su Orlando Ortega, cubano con passaporto spagnolo. Terzi e quarti i due francesi Dimitri Bascou e Pascal Martinot-Lagarde. Quest'ultimo conferma il quarto posto di Pechino 2015.
Per la prima volta dal 1980 (però c'era stato il boicottaggio) gli USA non portano nessun atleta sul podio.

McLeod è il primo giamaicano a vincere l'oro olimpico nella specialità.

## Risultati

### Batterie
Qualificazione: i primi 4 di ogni batteria (Q) e i 4 successivi migliori tempi (q).

#### Batteria 1
| Posizione | Corsia | Atleta         | Nazionalità | Tempo  | Note                                     |
| --------- | ------ | -------------- | ----------- | ------ | ---------------------------------------- |
| 1         | 2      | Omar McLeod    | Giamaica    | 13"27  | Q                                        |
| 2         | 7      | Jeff Porter    | Stati Uniti | 13"50  | Q                                        |
| 3         | 9      | Jeffrey Julmis | Haiti       | 13"66  | Q                                        |
| 4         | 8      | Antwon Hicks   | Nigeria     | 13"70  | Q                                        |
| 5         | 4      | Yeison Rivas   | Colombia    | 13"84  |                                          |
| 6         | 6      | Wataru Yazawa  | Giappone    | 13"89  |                                          |
| 7         | 3      | Ali Kamé       | Madagascar  | 14"89  | Miglior prestazione personale stagionale |
|           | 5      | Alexander John | Germania    | Squal. | R168.7                                   |

#### Batteria 2
| Posizione | Corsia | Atleta           | Nazionalità | Tempo  | Note   |
| --------- | ------ | ---------------- | ----------- | ------ | ------ |
| 1         | 8      | Orlando Ortega   | Spagna      | 13"32  | Q      |
| 2         | 3      | Balázs Baji      | Ungheria    | 13"52  | Q      |
| 3         | 5      | Milan Trajkovic  | Cipro       | 13"59  | Q      |
| 4         | 2      | Johnathan Cabral | Canada      | 13"63  | Q      |
| 5         | 9      | Jhoanis Portilla | Cuba        | 13"81  |        |
| 6         | 6      | Matthias Buhler  | Germania    | 13"82  |        |
| 7         | 4      | Xaysa Anousone   | Laos        | 14"40  |        |
|           | 7      | Deuce Carter     | Giamaica    | Squal. | R168.7 |

#### Batteria 3
| Posizione | Corsia | Atleta                 | Nazionalità             | Tempo | Note |
| --------- | ------ | ---------------------- | ----------------------- | ----- | ---- |
| 1         | 4      | Dimitri Bascou         | Francia                 | 13"31 | Q    |
| 2         | 9      | Andrew Pozzi           | Regno Unito             | 13"50 | Q    |
| 3         | 6      | Andrew Riley           | Giamaica                | 13"52 | Q    |
| 4         | 8      | João Vítor de Oliveira | Brasile                 | 13"63 | Q    |
| 5         | 3      | Antonio Alkana         | Sudafrica               | 13"64 | q    |
| 6         | 2      | Petr Svoboda           | Rep. Ceca               | 13"65 | q    |
| 7         | 7      | Mikel Thomas           | Trinidad e Tobago       | 13"68 |      |
| 8         | 5      | Eddie Lovett           | Isole Vergini Americane | 13"77 |      |

#### Batteria 4
| Posizione | Corsia | Atleta                 | Nazionalità  | Tempo  | Note   |
| --------- | ------ | ---------------------- | ------------ | ------ | ------ |
| 1         | 2      | Konstadinos Douvalidis | Grecia       | 13"41  | Q      |
| 2         | 9      | Devon Allen            | Stati Uniti  | 13"41  | Q      |
| 3         | 5      | Gregor Traber          | Germania     | 13"50  | Q      |
| 4         | 6      | Yordan O'Farrill       | Cuba         | 13"56  | Q      |
| 5         | 7      | Yidiel Contreras       | Spagna       | 13"62  | q      |
| 6         | 4      | Ronald Forbes          | Isole Cayman | 14"67  |        |
| 7         | 8      | Ahmad Hazer            | Libano       | 15"50  |        |
|           | 3      | Wilhem Belocian        | Francia      | Squal. | R162.7 |

#### Batteria 5
| Posizione | Corsia | Atleta                  | Nazionalità | Tempo | Note |
| --------- | ------ | ----------------------- | ----------- | ----- | ---- |
| 1         | 9      | Ronnie Ash              | Stati Uniti | 13"31 | Q    |
| 2         | 3      | Pascal Martinot-Lagarde | Francia     | 13"36 | Q    |
| 3         | 5      | Lawrence Clarke         | Regno Unito | 13"55 | Q    |
| 4         | 8      | Éder Antônio Souza      | Brasile     | 13"61 | Q    |
| 5         | 2      | Damian Czykier          | Polonia     | 13"63 | q    |
| 6         | 7      | Milan Ristic            | Serbia      | 13"66 |      |
| 7         | 4      | Xie Wenjun              | Cina        | 13"69 |      |
| 8         | 6      | Sekou Kaba              | Canada      | 13"70 |      |

#### Batteria di ripescaggio
| Posizione | Corsia | Atleta           | Nazionalità | Tempo  | Note   |
| --------- | ------ | ---------------- | ----------- | ------ | ------ |
| 1         | 9      | Deuce Carter     | Giamaica    | 13"51  | q      |
| 2         | 4      | Yeison Rivas     | Colombia    | 13"87  |        |
| 3         | 6      | Wataru Yazawa    | Giappone    | 13"88  |        |
| 4         | 8      | Matthias Buhler  | Germania    | 13"90  |        |
| 5         | 2      | Alexander John   | Germania    | 14"13  |        |
|           | 7      | Jhoanis Portilla | Cuba        | Squal. | R168.7 |
|           | 3      | Ali Kamé         | Madagascar  | NP     |        |
|           | 5      | Xaysa Anousone   | Laos        | NP     |        |

### Semifinali
Qualificazione: i primi 2 di ogni batteria (Q) e i 2 successivi migliori tempi (q).

#### Semifinale 1
| Posizione | Corsia | Atleta           | Nazionalità | Tempo  | Note   |
| --------- | ------ | ---------------- | ----------- | ------ | ------ |
| 1         | 7      | Orlando Ortega   | Spagna      | 13"32  | Q      |
| 2         | 5      | Ronnie Ash       | Stati Uniti | 13"36  | Q      |
| 3         | 2      | Damian Czykier   | Polonia     | 13"50  |        |
| 4         | 6      | Balázs Baji      | Ungheria    | 13"52  |        |
| 5         | 4      | Andrew Pozzi     | Regno Unito | 13"67  |        |
| 6         | 3      | Deuce Carter     | Giamaica    | 13"69  |        |
| 7         | 8      | Yordan O'Farrill | Cuba        | 13"70  |        |
|           | 9      | Jeffrey Julmis   | Haiti       | Squal. | R168.7 |

#### Semifinale 2
| Posizione | Corsia | Atleta                  | Nazionalità | Tempo | Note |
| --------- | ------ | ----------------------- | ----------- | ----- | ---- |
| 1         | 7      | Omar McLeod             | Giamaica    | 13"15 | Q    |
| 2         | 5      | Pascal Martinot-Lagarde | Francia     | 13"25 | Q    |
| 3         | 6      | Devon Allen             | Stati Uniti | 13"36 | q    |
| 4         | 9      | Johnathan Cabral        | Canada      | 13"41 | q    |
| 5         | 4      | Gregor Traber           | Germania    | 13"43 |      |
| 6         | 8      | Lawrence Clarke         | Regno Unito | 13"46 |      |
| 7         | 2      | Antonio Alkana          | Sudafrica   | 13"55 |      |
| 8         | 1      | Petr Svoboda            | Rep. Ceca   | 13"67 |      |
| 9         | 3      | João Vítor de Oliveira  | Brasile     | 13"85 |      |

#### Semifinale 3
| Posizione | Corsia | Atleta                 | Nazionalità | Tempo  | Note   |
| --------- | ------ | ---------------------- | ----------- | ------ | ------ |
| 1         | 5      | Dimitri Bascou         | Francia     | 13"23  | Q      |
| 2         | 8      | Milan Trajkovic        | Cipro       | 13"31  | Q      |
| 3         | 4      | Jeff Porter            | Stati Uniti | 13"45  |        |
| 4         | 6      | Andrew Riley           | Giamaica    | 13"46  |        |
| 5         | 7      | Konstadinos Douvalidis | Grecia      | 13"47  |        |
| 6         | 3      | Yidiel Contreras       | Spagna      | 13"54  |        |
| 7         | 2      | Antwon Hicks           | Nigeria     | 14"26  |        |
|           | 9      | Éder Antônio Souza     | Brasile     | Squal. | R168.7 |

### Finale
| Record mondiale      | Aries Merritt | 12"80 | Bruxelles | 7 settembre 2012 |
| Record olimpico      | Liu Xiang     | 12"91 | Atene     | 27 agosto 2004   |
| Capolista stagionale | Omar McLeod   | 12"98 | Shanghai  | 14 maggio 2016   |

Martedì 16 agosto, ore 22:45. Vento: +0,2 m/s.
| Pos.    | Corsia | Atleta                  | Età | Nazione     | Tempo  | Note |
| ------- | ------ | ----------------------- | --- | ----------- | ------ | ---- |
| Oro     | 5      | Omar McLeod             | 22  | Giamaica    | 13"05  |      |
| Argento | 7      | Orlando Ortega          | 25  | Spagna      | 13"17  |      |
| Bronzo  | 6      | Dimitri Bascou          | 29  | Francia     | 13"24  |      |
| 4       | 4      | Pascal Martinot-Lagarde | 25  | Francia     | 13"29  |      |
| 5       | 3      | Devon Allen             | 22  | Stati Uniti | 13"31  |      |
| 6       | 2      | Johnathan Cabral        | 24  | Canada      | 13"40  |      |
| 7       | 8      | Milan Trajkovic         | 24  | Cipro       | 13"41  |      |
|         | 9      | Ronnie Ash              | 28  | Stati Uniti | Squal. |      |